# Théodore Agallianos
Théodore Agallianos (en grec Θεόδωρος Ἀγαλλιανός) est un ecclésiastique et écrivain religieux byzantin du XVe siècle, né à Constantinople vers 1400, mort entre 1468 et 1474. Il s'illustra comme opposant à l'union des Églises latine et grecque proclamée au concile de Florence en 1439.

## Biographie
Marié, ordonné diacre en 1425, il intègre le clergé de Sainte-Sophie de Constantinople et y exerce plusieurs fonctions importantes. Quand la délégation byzantine dirigée par l'empereur Jean VIII et le patriarche Joseph II quitte Constantinople pour participer aux assemblées conciliaires de Ferrare et de Florence, en novembre 1437, il est empêché de s'y joindre par une maladie. Lorsqu'elle est de retour, début 1440, il prend part au mouvement de rejet de l'union proclamée, dirigé par Marc d'Éphèse, seul évêque de la délégation à avoir refusé de signer : le 15 mai, le patriarche nouvellement intronisé Métrophane II célébrant à Sainte-Sophie une liturgie mentionnant le pape, les opposants refusent de participer à la communion. Déclaré suspens, Agallianos démissionne de ses charges, qu'il ne reprendra qu'après le retrait de Métrophane le 1er août 1443.
Après la mort de Marc d'Éphèse (23 juin 1444), la direction du parti anti-unioniste est assumée par Georges Scholarios, ancien conseiller impérial rallié par Marc, dont Agallianos devient un proche. Il participe aux discussions qui se tiennent alors sur le sujet, et signe le rapport défavorable établi par une commission de quinze membres nommée par l'empereur (novembre 1445).
Ayant de nombreux ennemis, il est totalement disgracié sous le pontificat du patriarche Isidore II (1456-1462), et perd alors sa charge de grand chartophylax de Sainte-Sophie. Mais il revient ensuite en faveur : d'après les travaux de Christos Patrinellis, il n'est autre que Théophane, métropolite de Médeia à partir de 1468 environ. Il doit être mort avant le 1er octobre 1474, car un successeur est signalé à cette date à Médeia.

## Œuvre
Il est l'auteur de trois textes de réfutation contre l'Église latine et de trois autres contre le judaïsme, et d'autre part de deux écrits philosophiques (Sur la Providence, après la grande peste de 1466, et Sur l'âme). Il a également laissé un récit de la prise de Constantinople par les Ottomans (Χρονικὸν σημείωμα περὶ τῶν ὑπὸ τῶν Τούρκων ἐπενεχθέντων κακῶν), une liste des métropoles du patriarcat sous Andronic II, et dix-sept lettres : deux au métropolite Pachôme d'Amasée qui datent de la période 1441-45, les autres qui datent d'après 1453, dont cinq comme métropolite de Médeia. Il est le destinataire de trois lettres de Georges Amiroutzès, datant de la période 1468-70, portant sur le traité Sur la Providence, et transmises avec sa correspondance (avec aussi une lettre d'Amiroutzès à Michel Critoboulos portant sur le même sujet).